# Litauiske litas
Litas (ISO valutakode LTL, forkortet: Lt; flertal: litai eller litų) var møntenheden i Litauen. 1 lt = 100 centų (centai)
Litas blev indført i 1922, da Litauen erklærede sig uafhængig efter 1. verdenskrig. Genindført 25. juni 1993 efter en periode med den midlertidige Talonas, der i perioden 1991 til 1993 blev brugt som omveksling fra Rubel.
Fra 1994 til 2002 var Litas bundet til amerikanske dollar til kurs 4. Senere blev Litas bundet til Euroen til kurs 3,4528.
Litauen tiltrådte Eurozonen ved at indføre euroen den 1. januar 2015.